# NBA Kareem Abdul-Jabbar Social Justice Champion Award

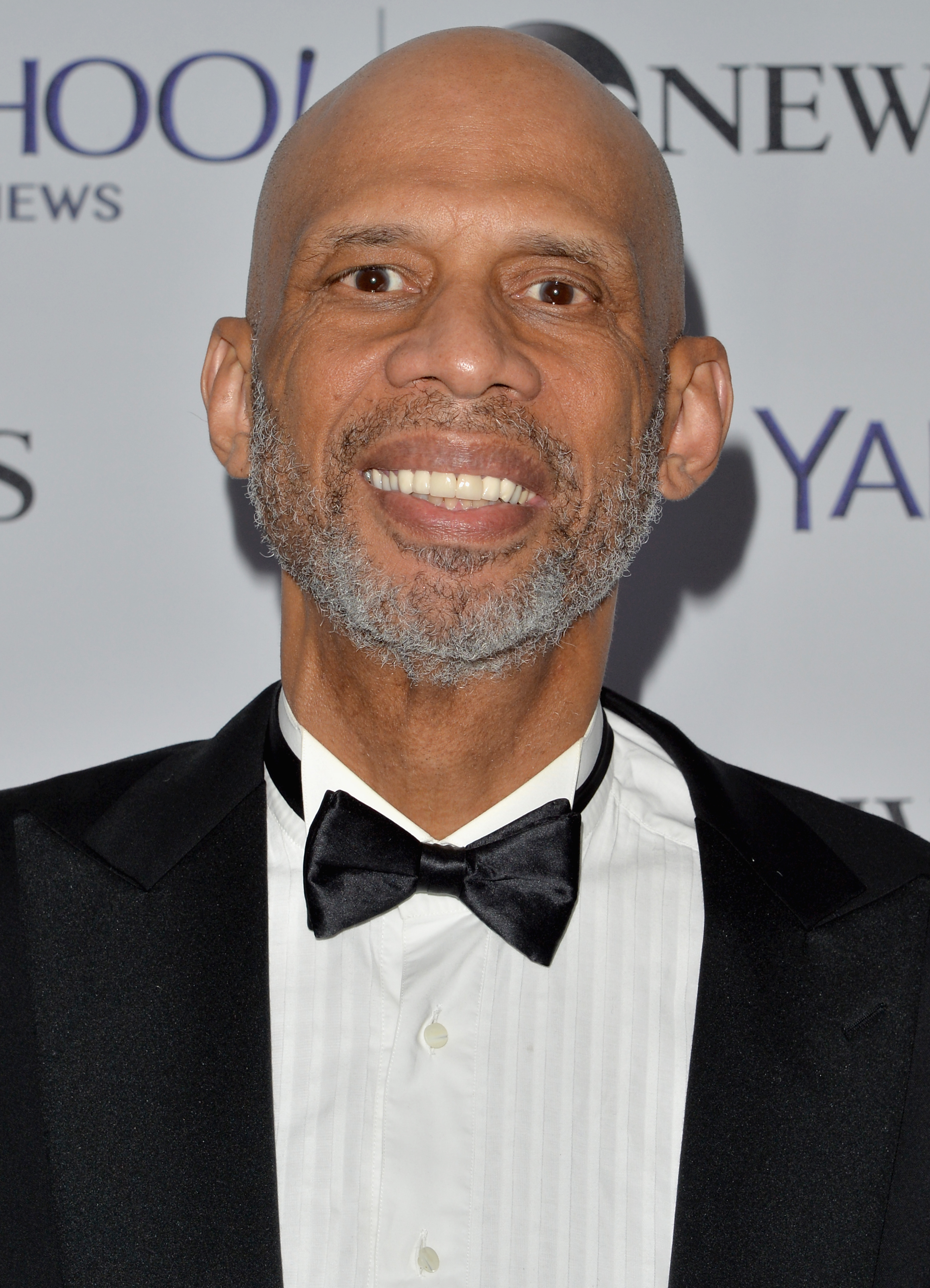
Kareem Abdul-Jabbar leva o nome da honraria. O pivô lutou pelos direitos civis e justiça social durante e após a sua carreira.

O Kareem Abdul-Jabbar Social Justice Champion Award é um prêmio anual da National Basketball Association (NBA) que homenageia os jogadores que estão na luta pela justiça social. O prêmio foi criado em 2021 e recebeu o nome de Kareem Abdul-Jabbar, seis vezes campeão da NBA cujo envolvimento com questões sociais remonta ao movimento pelos direitos civis. Todas as 30 equipes nomeiam um jogador de seu elenco para disputar a honraria, então os finalistas e o vencedor são selecionados por um comitê composto por lendas da NBA, executivos da liga e líderes de movimentos de justiça social. O vencedor seleciona uma organização que receberá uma contribuição de US$ 100.000 em seu nome. Os outros quatro finalistas escolhem uma organização para receber $ 25.000.
Após a temporada 2020-21, Carmelo Anthony foi eleito o primeiro vencedor do prêmio.

## Vencedores
| Ano     | Jogador            | Posição  | Nacionalidade  | Time                   | Ref   |
| ------- | ------------------ | -------- | -------------- | ---------------------- | ----- |
| 2020-21 | Carmelo Anthony    | Ala      | Estados Unidos | Portland Trail Blazers | [ 5 ] |
| 2021-22 | Reggie Bullock     | Ala      | Estados Unidos | Dallas Mavericks       | [ 6 ] |
| 2022-23 | Stephen Curry      | Armador  | Estados Unidos | Golden State Warriors  | [ 7 ] |
| 2023-24 | Karl-Anthony Towns | Ala-pivô | Estados Unidos | Minnesota Timberwolves | [ 8 ] |
| 2024-25 | Jrue Holiday       | Armador  | Estados Unidos | Boston Celtics         | [ 9 ] |